# Villa Raiola Scarinzi
Villa Raiola Scarinzi è una delle Ville vesuviane del Miglio d'oro; è sita in zona periferica di Napoli, nel quartiere di San Giovanni a Teduccio.
Il complesso risale al XVIII secolo, mentre, nel secolo successivo venne modificato radicalmente.
Molte interessante, da un punto di vista architettonico, è l'interno composto da una vasta ed elegante scala posta nel cortile, che presenta un incrocio di archi in prossimità dei ballatoi.